# 8e étape du Tour d'Italie 2008

La huitième étape du Tour d'Italie 2008 s'est déroulée le 17 mai entre Rivisondoli et Tivoli.

## Parcours
La huitième étape part de Rivisondoli dans les Abruzzes et arrive à Tivoli dans le Latium, au nord-est de Rome après 208 kilomètres de course. La seule côte référencée au Grand prix de la montagne intervient au 57e kilomètre. Culminant à 1530 mètres, ce sommet constitue également le passage de la région des Abruzzes au Latium. Une fois descendus en plaine, les coureurs passent le sprint intermédiaire d'Anagni au 150e kilomètre. Le final présente une petite côte favorable aux « puncheurs »,.

## Récit
Fortunato Baliani (CSF Group Navigare), Adam Hansen (High Road), Mathieu Perget (Caisse d'Épargne) et Alessandro Spezialetti (LPR Brakes) parviennent à s'extraire du peloton au 42e kilomètres, et sont rejoints ensuite par Daniele Nardello. Au Grand prix de la montagne de Forca d'Acero, qui voit passer en tête Spezialetti, l'avance du groupe est 2 min 38 s . Elle dépasse les cinq minutes peu avant le sprint intermédiaire remporté par Baliani
Une chute intervient dans le peloton à Sora, au 86e kilomètre, impliquant notamment Alberto Contador et son coéquipier Steve Morabito. Celui-ci doit abandonner quelques kilomètres plus loin.
Alors que l'avance des coureurs échappés est passée sous la minute, Adam Hansen attaque et distance rapidement ses partenaires. Le peloton, lancé notamment par les équipes Gerolsteiner, Astana et Saunier Duval-Scott, dans la dernière côte à Tivoli.
Leonardo Piepoli, travaillant pour Riccardo Riccò, accélère dans le final. Danilo Di Luca lance le sprint à 250 mètres de l'arrivée. Ricco le contre, résiste au retour de Paolo Bettini et remporte sa deuxième étape sur ce Giro. Comme lors de la deuxième étape, Davide Rebellin et Franco Pellizotti sont troisième et quatrième.
Giovanni Visconti demeure leader du classement général. Ricco est désormais cinquième et s'empare du maillot cyclamen du classement par points,.

## Classement de l'étape
| \| 1. \| Riccardo Riccò \| Saunier Duval-Scott \| en \| 4 h 41 min 05 s \| \| 2. \| Paolo Bettini \| Quick Step \| + \| m.t. \| \| 3. \| Davide Rebellin \| Gerolsteiner \| \| m.t. \| \| 4. \| Franco Pellizotti \| Liquigas \| \| m.t. \| \| 5. \| Daniele Pietropolli \| LPR Brakes \| \| m.t. \| \| 6. \| Danilo Di Luca \| LPR Brakes \| \| m.t. \| \| 7. \| Emanuele Sella \| CSF Group Navigare \| \| m.t. \| \| 8. \| Domenico Pozzovivo \| CSF Group Navigare \| \| m.t. \| \| 9. \| Paolo Savoldelli \| LPR Brakes \| \| m.t. \| \| 10. \| Félix Cárdenas \| Barloworld \| \| m.t. \| |                     |                     |    |                 |
| 1. | Riccardo Riccò      | Saunier Duval-Scott | en | 4 h 41 min 05 s |
| 2. | Paolo Bettini       | Quick Step          | +  | m.t.            |
| 3. | Davide Rebellin     | Gerolsteiner        |    | m.t.            |
| 4. | Franco Pellizotti   | Liquigas            |    | m.t.            |
| 5. | Daniele Pietropolli | LPR Brakes          |    | m.t.            |
| 6. | Danilo Di Luca      | LPR Brakes          |    | m.t.            |
| 7. | Emanuele Sella      | CSF Group Navigare  |    | m.t.            |
| 8. | Domenico Pozzovivo  | CSF Group Navigare  |    | m.t.            |
| 9. | Paolo Savoldelli    | LPR Brakes          |    | m.t.            |
| 10. | Félix Cárdenas      | Barloworld          |    | m.t.            |

## Classement général
| \| 1. \| Giovanni Visconti \| Quick Step \| en \| 36 h 44 min 06 s \| \| 2. \| Matthias Russ \| Gerolsteiner \| + \| 34 s \| \| 3. \| Gabriele Bosisio \| LPR Brakes \| \| 5 min 53 s \| \| 4. \| Danilo Di Luca \| LPR Brakes \| \| 7 min 27 s \| \| 5. \| Riccardo Riccò \| Saunier Duval-Scott \| \| 7 min 33 s \| \| 6. \| Emanuele Sella \| CSF Group Navigare \| \| 7 min 36 s \| \| 7. \| Félix Cárdenas \| Barloworld \| \| 7 min 46 s \| \| 8. \| Alberto Contador \| Astana \| \| 7 min 56 s \| \| 9. \| Franco Pellizotti \| Liquigas \| \| 8 min 11 s \| \| 10. \| Vincenzo Nibali \| Liquigas \| \| 8 min 19 s \| |                   |                     |    |                  |
| 1. | Giovanni Visconti | Quick Step          | en | 36 h 44 min 06 s |
| 2. | Matthias Russ     | Gerolsteiner        | +  | 34 s             |
| 3. | Gabriele Bosisio  | LPR Brakes          |    | 5 min 53 s       |
| 4. | Danilo Di Luca    | LPR Brakes          |    | 7 min 27 s       |
| 5. | Riccardo Riccò    | Saunier Duval-Scott |    | 7 min 33 s       |
| 6. | Emanuele Sella    | CSF Group Navigare  |    | 7 min 36 s       |
| 7. | Félix Cárdenas    | Barloworld          |    | 7 min 46 s       |
| 8. | Alberto Contador  | Astana              |    | 7 min 56 s       |
| 9. | Franco Pellizotti | Liquigas            |    | 8 min 11 s       |
| 10. | Vincenzo Nibali   | Liquigas            |    | 8 min 19 s       |

## Classements annexes
| Classement             | Coureur            | Total             |
| ---------------------- | ------------------ | ----------------- |
| Points                 | Riccardo Riccò     | 69 pts            |
| Montagne               | Emanuele Sella     | 36 pts            |
| Sprints Intermédiaires | Jérémy Roy         | 11 pts            |
| Équipe                 | CSF Group Navigare | 109 h 32 min 09 s |
| Équipe par points      | LPR Brakes         | 140 pts           |
| Jeune                  | Giovanni Visconti  | 36 h 44 min 06 s  |
| Échappée               | Pavel Brutt        | 319 km            |
| Combativité            | Emanuele Sella     | 21 pts            |